# Озеро Глушец
Озеро Глушец — гидрологический памятник природы местного значения, расположенный в южной части Деснянского района Черниговского горсовета (Черниговская область, Украина). Площадь — 40 га.

## История
Статус памятника природы был присвоен решением Черниговского облисполкома от 27.04.1964 №236.
Ранее памятник природы находился в ведении Черниговской фабрики музыкальных инструментов.

## Описание
Памятник природы занимает акваторию одноименного озера, что на левобережной пойме Десны, с прибрежной полосой.
Урез воды — 104 м над уровнем моря.